# Imprimeur

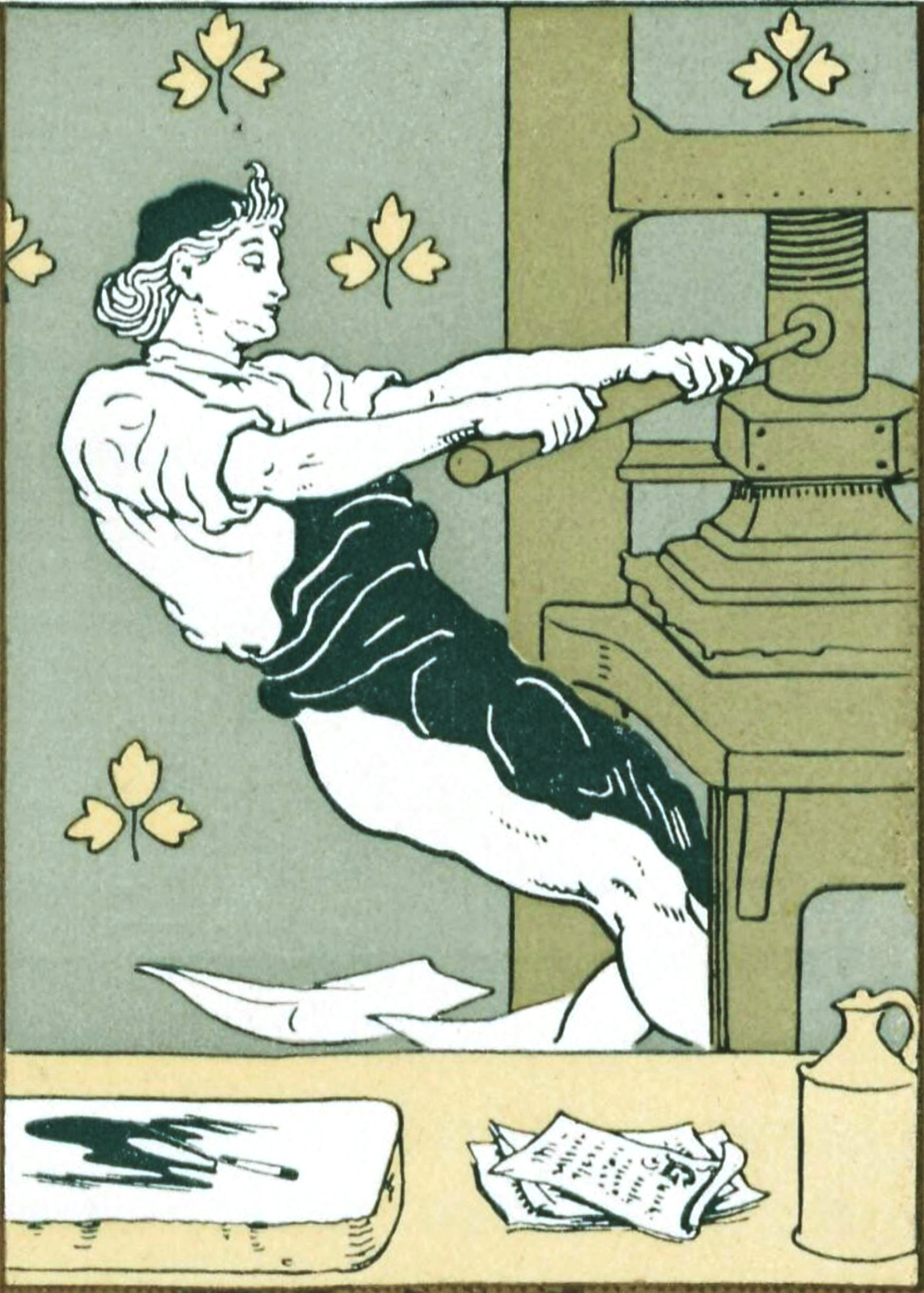
Imprimeur au travail par Waldemar Zachrisson, 1897.

Un imprimeur est une personne qui exerce l'activité d'impression en tant que métier, ou la personne qui dirige une imprimerie ou en est propriétaire.
En général, l'imprimeur se spécialise dans l'une des techniques : on distingue les imprimeurs monochromes et les imprimeurs polychromes. L'impression peut être manuelle (initialement typographie, sérigraphie) ou mécanique (typographie, offset, héliogravure et aujourd'hui impression numérique). En outre, un artiste peut se qualifier d'imprimeur s'il pratique des techniques graphiques.